# Liste der Stolpersteine in Vorarlberg

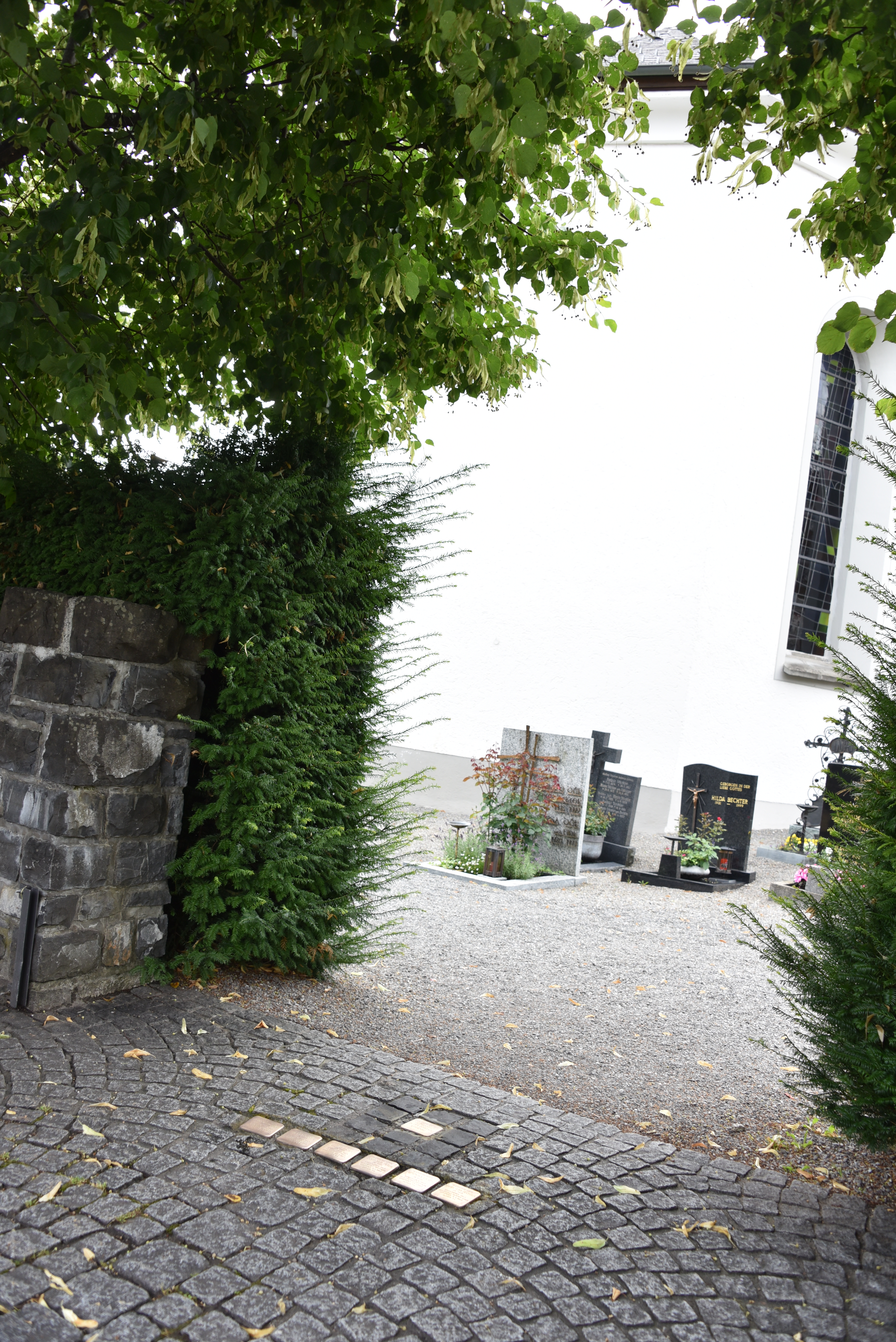
Stolpersteine in Lingenau

Die Liste der Stolpersteine in Vorarlberg enthält die Stolpersteine im österreichischen Bundesland Vorarlberg, die an das Schicksal der Menschen erinnern, die von den Nationalsozialisten in Vorarlberg ermordet, deportiert, vertrieben oder in den Suizid getrieben wurden. Die Stolpersteine wurden von Gunter Demnig verlegt.

## Widmungen
Den Opfern der Kinder-Euthanasie und der Aktion T4, der gezielten Ermordung geistig oder körperlich behinderter Erwachsener durch das NS-Regime, gewidmet sind die sechs Stolpersteine, die 2011 in der Bregenzerwälder Gemeinde Lingenau verlegt wurden. Die Spannweite der getöteten Opfer reicht von der 8-jährigen Maria Rosa Bechter bis zur 82-jährigen Anna Brugger. Seit 2024 gedenkt man in Bregenz mittels Stolpersteinen der 28 dortigen Opfer der Aktion T4.
Die Blütezeit der jüdischen Gemeinde von Hohenems lag in der ersten Hälfte des 19. Jahrhunderts. An ihrem Höhepunkt zählt die Gemeinde 564 Menschen. Auf Grund der Dezemberverfassung 1867 war Juden die freie Wahl des Wohnorts überlassen und es kam zu einer starken Abwanderung in benachbarte Städte und Orte. 1935 zählte die jüdische Gemeinde nur mehr 35 Mitglieder. Nach der Annexion Österreichs im Jahr 1938 kam es zu einer radikalen Enteignung aller Besitztümer, Grundstücke und Häuser von Menschen jüdischer Herkunft und zur physischen Vernichtung aller in Hohenems verbliebenen Juden und Jüdinnen. Daran erinnern seit 2014 neun Stolpersteine.

## Verlegte Stolpersteine
Die Tabellen sind teilweise sortierbar; die Grundsortierung erfolgt alphabetisch nach dem Familiennamen.

### Fraxern
In der Gemeinde Fraxern wurde bisher ein Stolperstein verlegt.
| Bild | Inschrift                                                                                | Verlegeort                       | Name, Leben              |
| ---- | ---------------------------------------------------------------------------------------- | -------------------------------- | ------------------------ |
|      | IN FRAXERN WOHNTE JOSEF NÄGELE JG. 1894 DEPORTIERT 10.2.1941 HARTHEIM ERMORDET 19.2.1941 | Vorplatz der Pfarrkirche Fraxern | Josef Nägele (1894–1941) |

### Göfis
In der Gemeinde Göfis wurde bisher ein Stolperstein verlegt.
| Bild | Inschrift | Verlegeort                         | Name, Leben              |
| ---- | --- | ---------------------------------- | ------------------------ |
|      | IN GÖFIS GEBOREN CARL LAMPERT JG. 1894 VERHAFTET 1943 VORWURF DER WEHRKRAFTZERSETZUNG DEPORTIERT 1944 ZUCHTHAUS ROTER OCHSE HALLE ERMORDET 13.11.1944 | Vor der Kapelle im Unterdorf Göfis | Carl Lampert (1894–1944) |

### Hohenems
In der Stadt Hohenems wurden neun Stolpersteine an fünf Adressen verlegt.
| Bild | Inschrift | Verlegeort                                                            | Name, Leben |
| ---- | --- | --------------------------------------------------------------------- | --- |
|      | HIER WOHNTE HANS DAVID ELKAN JG. 1900 UNFREIWILLIG VERZOGEN 1940 WIEN DEPORTIERT 1942 THERESIENSTADT ERMORDET 23.7.1944                                        | Schweizer Straße 35 · Hohenems ·                                      | Hans David Elkan, geboren am 22. Mai 1900 in Hohenems, war der Stiefsohn von Helene Elkan und der leibliche Sohn von Theodor Elkan. Seine Mutter war eine Cousine von Helene Elkan, Betty Menz. Sie starb kurz nach der Geburt des Sohnes. Er studierte an der Universität Freiburg Philosophie bei Husserl und Heidegger und schloss mit einer Dissertation über Platon ab. 1934 erlangte er an der Universität Innsbruck die Lehrbefugnis und er konnte einige Jahre als Probelehrer ohne Bezahlung in Dornbirn und Feldkirch unterrichten, eine ordentliche Lehrstelle wurde ihm jedoch verweigert. Nach der Machtergreifung der Nationalsozialisten durfte er nicht mehr unterrichten. Ein Aufsatz, den er zum 175. Geburtstag Friedrich Schillers schrieb, wurde veröffentlicht und er arbeitete an einer historischen Kartensammlung für das Landesarchiv. Mit seinem Vater kümmerte er sich nach der Machtergreifung der Nationalsozialisten noch um Angelegenheiten der Jüdischen Gemeinde von Hohenems. So versuchten sie die Tora-Rolle aus der Synagoge in Hohenems nach St. Gallen in Sicherheit zu bringen, leider vergeblich, und sie kümmerten sich bis zu seinem Tod um Lehmann Lev Heilbronner, der allein in einer Nervenanstalt in schlechten Zuständen verblieben war. Hans Elkan wurde im Mai 1940 zusammen mit seinen Eltern, Helene und Theodor Elkan, nach Wien zwangsumgesiedelt. Er versuchte erfolglos eine Ausreisemöglichkeit zu erlangen. 1942 wurde er ins Konzentrationslager Theresienstadt deportiert, wo er am 23. Juli 1944 ermordet wurde. |
|      | HIER WOHNTE HELENE ELKAN GEB. NEUBURGER JG. 1879 UNFREIWILLIG VERZOGEN 1940 WIEN DEPORTIERT 1942 THERESIENSTADT ERMORDET 28.2.1944                             | Schweizer Straße 35 · Hohenems ·                                      | Helene Elkan, geborene Neuburger, wurde am 30. Dezember 1879 in Bad Buchau geboren. Sie war das älteste von fünf Kindern und heiratete im Alter von 23 Jahren den verwitweten Theodor Elkan, der bereits einen zweijährigen Sohn hatte. Zusammen mit ihrem Mann zog sie nach Hohenems und widmete sich hingabevoll Theodors Sohn, da ihr eigene Kinder nicht vergönnt waren. Sie lebte vom Versicherungsgeschäft ihres Mannes, bis die Familie im Mai 1940 in eine „Judenwohnung“ in Wien zwangseinquartiert wurden (zunächst in der Czerningasse, danach in der Türkenschanze). Während Sohn Hans nach Ausreisemöglichkeiten suchte, gab es für die mittlerweile 60 Jahre alte Helene und ihren Ehemann keine Chance mehr. Zwei schwierige Jahre vergingen, bis die Elkans am 20. August 1942 gemeinsam mit dem Deportationszug IV/8 nach Theresienstadt deportiert wurden. Ihr Mann ging wenige Tage darauf, am 1. September im Lager zugrunde. Helene überlebte noch anderthalb Jahre, bis sie am 28. Februar 1944 vom NS-Regime ermordet wird. |
|      | HIER WOHNTE THEODOR ELKAN JG. 1864 UNFREIWILLIG VERZOGEN 1940 WIEN DEPORTIERT 1942 THERESIENSTADT ERMORDET 1.9.1942                                            | Schweizer Straße 35 · Hohenems ·                                      | Theodor Elkan, geboren am 17. Mai 1864 in Wien. Er wurde Bankbeamter und Versicherungsagent, und lernte die aus Hohenems stammende Betti Menz kennen, deren Vater dort eine Versicherungsfirma vertrat. 1898 heiratete er sie, und sie ließen sich gemeinsam in Hohenems in der Schweizerstraße 35 nieder. Zwei Jahre darauf kommt Sohn Hans zur Welt. Inzwischen ist Theodor Vorsteher der Jüdischen Gemeinde. Am 3. April 1900 verstirbt Ehefrau Betti und der verwitwete Vater heiratet ihre Cousine, Helene Neuburger, die zu ihm nach Hohenems zieht. Zusammen mit Iwan Rosenthal lässt er 1918 anlässlich einer Metallspende für den Krieg das kupferne Dach vom Turm der Synagoge abtragen. Sie schreiben zusammen eine Turmurkunde, in der sie schildern, dass ihre Gemeinde vom Aussterben bedroht ist. In einem Brief im Jahre 1932 ist für Theodor Elkan die einst so außerordentliche jüdische Gemeinde von Hohenems nur „eine ganz kleine jüdische Gemeinde, die nur noch von den Erinnerungen lebt.“ 1935 wird Theodor Elkan erneut zum Gemeindevorsteher erwählt. Er hält als Kultusvorsteher die feiertäglichen Gebete. Er muss im November 1938 mitansehen, wie die Tora-Rollen und der Tora-Schmuck der Synagoge beschlagnahmt werden. Im Mai 1940 wurden die Elkans nach Wien zwangsumgesiedelt. Zuerst in der Czerningasse untergebracht, müssen sie ein Jahr darauf, im Mai 1941, in ein überfülltes „Judenhaus“ in der Türkenschanze umziehen. Die Familie wird am 20. August 1942 ins Konzentrationslager Theresienstadt deportiert, wo Theodor zwölf Tage nach Ankunft, am 1. September 1942, ermordet wurde. |
|      | HIER WOHNTE GISELA FIGDOR JG. 1882 UNFREIWILLIG VERZOGEN 1940 WIEN TOT 25.1.1942                                                                               | Kaiserin-Elisabeth-Straße 2 · Hohenems ·                              | Gisela Figdor, geboren am 9. Juni 1882 in Wien. Bereits ein Jahr nach ihrer Geburt ließen sich ihre Eltern scheiden. Ihr Vater, Moritz Figdor, soll als Geldgeber gearbeitet haben. Zusammen mit ihrer Mutter, Alwine Schwarz, ließ sie sich in deren Geburtsort Hohenems nieder. Dort waren sie 1924 in einem jüdischen Armenhaus in der damaligen Israelitengasse 42 (heute Hannibalstraße 8) registriert. Später lebten sie in einem Versorgungsheim der Marktgemeinde in der Kaiserin Elisabethstraße 2. Nachdem 1931 ihre Mutter Alwine starb, blieb Gisela allein und die öffentliche Fürsorge kümmerte sich um sie. Gisela war mittlerweile krank und seelisch angegriffen. Am 31. Januar 1939 wurde eine sogenannte „Kennkarte“ für sie beantragt. Als sie 1940 nach Wien zwangsumgesiedelt werden sollte, wehrte sie sich gegen die Ergreifung laut Zeugenaussagen lautstark und entzog sich zunächst somit der Umsiedlung. Ab dem 10. Juli 1940 wurde sie schließlich trotzdem in Wien in der Malzgasse 16 wohnend registriert. Schwer krank lebte sie im Elend einer „Judenwohnung“ und verstarb am 18. Januar 1942 im provisorischen jüdischen Krankenhaus in Wien. Am 25. Januar wird sie auf dem Zentralfriedhof beerdigt. |
|      | HIER WOHNTE CLARA HEIMANN GEB. ROSENTHAL JG. 1866 UNFREIWILLIG VERZOGEN 1940 WIEN DEPORTIERT 1942 THERESIENSTADT ERMORDET 20.11.1942                           | Schweizer Straße 5 · Hohenems ·                                       | Clara Heimann, geborene Rosenthal, wurde am 5. November 1866 als Tochter von Charlotte und Anton Rosenthal in Hohenems geboren. 1891 heiratete sie den Belgier Josef Heimann, mit dem sie bis zu seinem Tod zusammen in Antwerpen lebte. Danach kehrte sie in die kleine jüdische Gemeinde in Hohenems zurück, wo auch ihre Eltern lebten. Dort bewohnte sie die Villa Rosenthal (Villa Heimann-Rosenthal, Burtscher-Villa). 1936 verkaufte sie diese jedoch an die Hohenemser Arztfamilie Burtscher. Trotzdem wohnte sie aber weiterhin in zwei Zimmern des Hauses. Wie alle verbliebenen Mitglieder der jüdischen Gemeinde in Hohenems wurde sie am 31. Mai 1940 nach Wien zwangsumgesiedelt. Die mittlerweile fast achtzigjährige Frau wurde dort unter bedrückenden Verhältnissen in verschiedenen Wohnungen untergebracht, bis man sie am 10. Juli 1942 ins Konzentrationslager Theresienstadt deportierte, wo sie am 20. November 1942 ermordet wurde. |
|      | HIER WOHNTE FRIEDA NAGELBERG JG. 1889 UNFREIWILLIG VERZOGEN 1942 WIEN DEPORTIERT 1942 GHETTO IZBICA ERMORDET 1942                                              | Kaiserin-Elisabeth-Straße 2 · Hohenems ·                              | Frieda Nagelberg wurde am 30. November in Stryi geboren. Ihre Familie lebte in ärmlichen Verhältnissen. 1896 zog der Vater nach Hohenems, Mutter und Tochter hingegen kamen erst zwei Jahre später nach. Friedas Vater starb 1924 und hinterließ die Familie praktisch mittellos. Nach Ende des Ersten Weltkrieges lag Stryi nun in Polen, und Frieda konnte keine österreichische Staatsbürgerschaft erlangen. Sie arbeitete unter anderem als Nachstickerin in Heimarbeit und als Haushaltsgehilfin in Dornbirn. Im Jahr 1930 schloss sie sich den Adventistinnen, einer christlichen Glaubensgemeinschaft an und ließ sich taufen. Im selben Jahr erhielt sie zudem nach erneutem Ansuchen endlich die österreichische Staatsbürgerschaft. Als 1931 ihre Mutter an einem Herzinfarkt starb, und Frieda selbst auch schwer erkrankte, war sie nicht mehr arbeitsfähig und kam in einem Versorgungsheim in Hohenems unter. Im Frühjahr 1940 wurden auch die letzten in Hohenems verbliebenen Juden nach Wien zwangsumgesiedelt, jedoch war Frieda wegen ihrer neuen Religionszugehörigkeit zunächst nicht auf der Namensliste dabei. Die Deportation zog sich hin, aber am 25. Februar 1942 wurde auch sie nach Wien umgesiedelt. Sie war gesundheitlich in solch einem schlechten Zustand, dass sie von einem Gendarmen zum Zug begleitet werden musste. Schon bald nach ihrer Ankunft, am 9. April 1940 wurde sie ins Ghetto Izbica in Polen deportiert. Es gibt keinen Hinweis darauf, dass sie dieses lebend verlassen hat. |
|      | HIER WOHNTE MARKUS SILBERSTEIN JG. 1904 DEPORTIERT 1939 GROSS-ROSEN ERMORDET 20.1.1942                                                                         | Burgstraße 7 · Hohenems ·                                             | Markus Silberstein wurde am 20. September 1904 als ältestes von drei Kindern in Lemberg geboren. 1910 zog seine Familie nach Wien um. Im August 1921 verstarb seine Mutter im Alter von 41 Jahren und daraufhin ließ der Vater ein Jahr später seine Kinder allein in Wien zurück und verschwand mit seiner neuen Freundin nach Berlin. Der kaum 18 Jahre alte Markus und seine Geschwister waren nun auf sich allein gestellt. Er versuchte sich in verschiedenen Berufen, wie zum Beispiel als Fotograf, Handelsagent und Feinmechaniker. Mit 31 Jahren siedelte er sich 1935 in Hohenems an. Nachdem er 1939 einige Wertsachen in einem Schließfach einer Schweizer Bank in St. Gallen in Sicherheit gebracht hatte, wurde er am 23. November 1939 verhaftet. Einen Monat später wurde er zuerst ins Konzentrationslager Sachsenhausen bei Berlin deportiert und am 20. September von dort aus Konzentrationslager Groß-Rosen in Polen weiter verschleppt. Dort wurde Markus Silberstein am 20. Januar 1942, im Alter von 38 Jahren ermordet. Sein Bruder Arthur wurde 1940 ebenfalls nach Sachsenhausen deportiert und vier Tage nach seiner Ankunft, am 18. März ermordet. Als einzige überlebte seine Schwester Helena, der 1939 die Emigration nach England gelang. |
|      | HIER WOHNTE SOPHIE STEINGRABER HAUSER GEB. ROSENTHAL JG. 1863 UNFREIWILLIG VERZOGEN 1940 WIEN DEPORTIERT 1942 THERESIENSTADT 1942 TREBLINKA ERMORDET 23.9.1942 | Schweizer Straße 35 · Hohenems ·                                      | Sophie Steingraber-Hauser, geborene Rosenthal, wurde am 16. September 1863 in Hohenems geboren. Sie heiratete im Alter von 23 Jahren Siegmund Steingraber im Wiener Stadttempel. Während der Ehe lebten die beiden in Vorarlberg, da Sophies Familie in Hohenems sesshaft war und ihr Gatte in Bregenz bei der Firma Schenk&Co. als Prokurist angestellt war. Am 15. November 1912 verstarb Siegmund Steingraber in Wien und wurde zwei Tage darauf am Wiener Zentralfriedhof begraben. Mit 52 Jahren heiratete Sophie am 23. November 1915 den Hilfsrabbiner Ignaz Hauser in Bratislava. Ein Jahr zuvor übersiedelte Ignaz nach Hohenems wohl um die Nachfolge von Rabbiner Josef Link anzutreten. Generell entstand der Eindruck, als wäre die Ehe der beiden nur zum Zweck der Einbürgerung von Ignaz in Hohenems geschlossen worden. Dieser konnte das Bürgerrecht jedoch nicht erlangen, vielmehr wurde Sophie später ein ungarischer Pass ausgehändigt. Sie bat im Jahr 1919 um Wiedererhalt des Heimatrechts in Hohenems, jedoch erhielt sie dieses erst 1922 durch die Hilfe ihres Vaters Ludwig, der zugunsten seiner Tochter auf seinen eigenen Heimatschein verzichtete. Obwohl sich die Eheleute wahrscheinlich schon vor 1923 getrennt haben, wird Sophie offiziell erst ab 1940 als geschieden angegeben. Sie lebte bis 1940 zusammen mit der Familie Runge in einer Wohnung im Elkan-Haus in Hohenems. Nachdem sie am 31. Mai 1940 nach Wien zwangsumgesiedelt wurde, lebte sie dort noch zwei weitere Jahre und wurde am 28. Juli 1942 zusammen mit ihrer Schwester Josefine ins KZ Theresienstadt deportiert. Am 23. September 1942 wurde sie weiter nach Treblinka deportiert, wo sie vermutlich unmittelbar nach ihrer Ankunft ermordet wurde. |
|      | HIER WOHNTE ALOIS 'LOUIS' WEIL JG. 1878 DEPORTIERT 1938 DACHAU ERMORDET 19.8.1938                                                                              | Schweizer Straße 19 (heute Vorplatz Salomon-Sulzer-Saal) · Hohenems · | Alois (Louis) Weil wurde am 7. Dezember 1878 in Hohenems geboren. Sein Vater war Vorbeter der jüdischen Gemeinde und betrieb einen kleinen Kramladen im Rabbinerhaus. Louis war von Beruf Kaufmann und zeitweise bei den Kommunisten politisch aktiv. Zudem arbeitete er seit 1901 als Bibliothekar im Hohenemser Bildungsklub. Am 30. Oktober 1906 heiratete er Laura Hauser aus Baden-Württemberg. Sein Vater Jakob und seine Frau Laura verstarben beide im Jahr 1934, und vier Jahre später verstarb auch seine Mutter Rachel in Hohenems. Louis wurde am 23. Juni 1938 ins Konzentrationslager Dachau deportiert. Dort wurde er kurz darauf, am 19. August 1938, ermordet. |

### Lingenau
In der Gemeinde Lingenau wurden insgesamt sieben Stolpersteine an einer Stelle verlegt. Wobei es sich bei einem der Stolpersteine um einen Kopfstein handelt, der allen Opfern der Euthanasie in Lingenau gewidmet ist.
| Bild | Inschrift | Verlegeort                                                                      | Name, Leben |
| ---- | --- | ------------------------------------------------------------------------------- | --- |
|      | IN LINGENAU LEBTE LUDWIG BADER JG. 1875 EINGEWIESEN 1941 HEILANSTALT HALL ERMORDET 27.7.1942 AKTION T4               | Hof 17 (Friedhofseingang Pfarrkirche Heiliger Johannes der Täufer) · Lingenau · | Ludwig Bader wurde 1875 geboren. 1941 wurde er in die Heilanstalt Hall eingewiesen, wo er am 27. Juli 1942 im Zuge der Aktion T4 ermordet wurde. |
|      | IN LINGENAU LEBTE MARIA ROSA BECHTER JG. 1935 EINGEWIESEN 1942 HEILANSTALT KLOSTER IRSEE ERMORDET 8.3.1943 AKTION T4 | Hof 17 (Friedhofseingang Pfarrkirche Heiliger Johannes der Täufer) · Lingenau · | Maria Rosa Bechter wurde 1935 geboren. Der Amtsarzt des Kreises Bregenz, Dr. Theodor Leugner, untersuchte Maria Rosa Bechter und zeigte sie beim Reichsausschuss zur wissenschaftlichen Erforschung von erb- und anlagebedingten Leiden in Berlin an. Auf Grund dessen wurde sie 1942 in die Heilanstalt Kloster Irsee eingewiesen, wo man sie am 8. März 1943 im Zuge der Aktion T4 ermordete. Im Mai 2009 wurde auch vor dem Kloster Irsee ein Stolperstein für Maria Rosa Bechter verlegt. |
|      | IN LINGENAU LEBTE ANNA BRUGGER JG. 1859 EINGEWIESEN 1941 HEILANSTALT HALL ERMORDET 12.3.1941 AKTION T4               | Hof 17 (Friedhofseingang Pfarrkirche Heiliger Johannes der Täufer) · Lingenau · | Anna Brugger wurde 1859 geboren. 1941 wurde sie in die Heilanstalt Hall eingewiesen, wo sie am 12. März 1941 im Zuge der Aktion T4 ermordet wurde. |
|      | IN LINGENAU LEBTE OTTO DORNER JG. 1886 EINGEWIESEN 1941 HEILANSTALT HALL ERMORDET 20.2.1945 AKTION T4                | Hof 17 (Friedhofseingang Pfarrkirche Heiliger Johannes der Täufer) · Lingenau · | Otto Dorner wurde 1886 geboren. 1941 wurde er in die Heilanstalt Hall eingewiesen, wo er am 20. Februar 1945, kurz vor dem Untergang des NS-Regimes, im Zuge der Aktion T4 ermordet wurde. |
|      | IN LINGENAU LEBTE VERONIKA ERATH JG. 1929 EINGEWIESEN 1941 HEILANSTALT HARTHEIM ERMORDET 27.3.1941 AKTION T4         | Hof 17 (Friedhofseingang Pfarrkirche Heiliger Johannes der Täufer) · Lingenau · | Veronika Erath wurde am 20. Dezember 1929 in Oberlauchau geboren. 1941 wurde sie aus der Pflegeanstalt Rankweil nach Hartheim deportiert, wo sie am 27. März 1941 im Zuge der Aktion T4 ermordet wurde. |
|      | IN LINGENAU LEBTE DOMINIKUS PETER JG. 1903 EINGEWIESEN 1941 HEILANSTALT HARTHEIM ERMORDET 2.4.1941 AKTION T4         | Hof 17 (Friedhofseingang Pfarrkirche Heiliger Johannes der Täufer) · Lingenau · | Dominikus Peter wurde am 30. Oktober 1903 geboren. 1941 wurde er in die Heilanstalt Hartheim eingewiesen, wo er am 2. April 1941 im Zuge der Aktion T4 ermordet wurde. |
|      | DEN OPFERN DER 'EUTHANASIE' IN DER GEMEINDE LINGENAU                                                                 | Hof 17 (Friedhofseingang Pfarrkirche Heiliger Johannes der Täufer) · Lingenau · | Dieser Stolperstein ist generell den Opfern der Euthanasie in der Gemeinde Lingenau gewidmet. Die Rassenideologie des Nationalsozialismus bekannte sich vorbehaltlos zur Maxime, dass sowohl auf der Ebene der Individuen als auch der der Völker und Staaten der Stärkere sich immer durchsetzen werde. Hitler wollte nicht nur andere, als „minderwertig“ eingestufte, Völker und Rassen unterdrücken oder ermorden, sondern auch die Schwachen und Kranken innerhalb der eigenen Volksgemeinschaft „ausmerzen“. Eine Reihe von Mordprogrammen zur Herstellung einer Nationalsozialistischen Rassenhygiene, darunter die Aktion T4 für behinderte Erwachsene, die Kinder-Euthanasie und die Absonderung und Ermordung der jüdischen Bevölkerungsgruppe, wurden konzipiert und realisiert. Das Kinder-Euthanasieprogramm betraf sowohl sogenannte „erbkranke“ Säuglinge und Kinder als auch Kinder mit Epilepsie sowie jene Kinder, an denen ein NS-Psychiater „Schwachsinn“ diagnostiziert hatte. |

## Verlegedaten
Die Stolpersteine in Vorarlberg wurden von Gunter Demnig persönlich an folgenden Tagen verlegt:
- 10. Juli 2010: Lingenau
- 30. Juni 2014: Hohenems
- 17. Februar 2021: Göfis[1] (in Abwesenheit des Künstlers)
- 26. März 2023: Fraxern[2] (in Abwesenheit des Künstlers)
- 8. November 2024: Bregenz